# Federal Records
Federal Records fue un sello discográfico estadounidense con sede en la ciudad de Cincinnati fundado en 1950 como una subsidiaria de King Records. 

## Historia
Fue dirigido por el productor discográfico Ralph Bass y se dedicó principalmente a los lanzamientos de Rhythm & Blues . La compañía también lanzó grabaciones de hillbilly y rockabilly desde 1951 en adelante, como "Rockin 'and Rollin" de Ramblin' Tommy Scott. Los sencillos se publicaron en formatos de velocidad de 45 y 78 rpm .
Federal publicó clásicos como "Sixty Minute Man" de The Dominoes y "Have Mercy Baby", así como "Work With Me, Annie"  de Hank Ballard & The Midnighters, a la que inmediatamente se opuso la Comisión Federal de Comunicaciones (FCC), pero pasó a ser un gran éxito. The Platters realizaron sus primeras grabaciones con Federal, antes de firmar con Mercury Records.
James Brown estaba de gira con The Famous Flames cuando firmaron contrato con Federal en 1956. El primer sencillo del grupo con el sello, "Please, Please, Please", fue un éxito y finalmente vendió más de un millón de copias.
Entre 1962 y 1965, Freddie King lanzó una serie de álbumes, en su mayoría instrumentales, para Federal Records.
Johnny "Guitar" Watson fue otro artista de Federal Records.